# Acadèmia de Ciències d'Estònia
La Acadèmia de Ciències d'Estònia (en estonià: Eesti Teaduste Akadeemia, en llatí: Academia Scientiarum Estoniae), fundada el 1938, és la institució nacional encarregada de promoure l'avenç de la ciència i la investigació a Estònia. Amb seu a Tallinn, l'acadèmia opera com una entitat independent, integrada per un grup selecte de científics de renom, la missió principal dels quals és fomentar el desenvolupament de la investigació, impulsar la cooperació científica a escala internacional i difondre el coneixement al públic general. El març del 2017, l'acadèmia comptava amb 77 membres actius i 20 membres estrangers, cosa que subratlla la seva rellevància com a fòrum d'interacció i col·laboració científica. Des del 15 d'octubre del 2014, el seu president és el matemàtic Tarmo Soomere, qui ha liderat la institució en el seu esforç per consolidar el seu paper en l'àmbit científic mundial.
Inicialment, va ser creada el 1938 com una societat acadèmica destinada a agrupar els intel·lectuals i científics més destacats del país. Tanmateix, amb l'ocupació d'Estònia per la Unió Soviètica el 1940, l'acadèmia va ser dissolta el 17 de juliol d'aquell mateix any. Durant el període soviètic, el juny del 1945, l'acadèmia va ser restablerta amb el nom d'Acadèmia de Ciències de la RSS d'Estònia (Eesti NSV Teaduste Akadeemia), moment en el qual va adquirir un rol central en el sistema científic de la república soviètica. Aleshores, l'acadèmia no només supervisava una biblioteca central, sinó que també comptava amb quatre divisions que albergaven 15 instituts de recerca, a més d'altres societats científiques i museus, cosa que la convertia en un centre de referència per al coneixement científic a la regió.
Amb l'arribada de la independència d'Estònia a finals dels anys 80, l'Acadèmia de Ciències d'Estònia va recuperar la seva autonomia i va ser reestructurada per adaptar-se a la nova realitat del país. L'abril del 1989, abans que es formalitzés la independència estoniana el 1991, l'acadèmia va reprendre el seu nom original i va ser sotmesa a un procés de reorganització que va culminar en la seva configuració actual. Des d'aleshores, ha continuat desenvolupant un paper fonamental en el desenvolupament de la ciència a Estònia, actuant com a pont entre la comunitat científica local i internacional, i mantenint el seu compromís de contribuir a l'avenç del coneixement científic, tant en el context estonià com en l'àmbit global.

## Seu

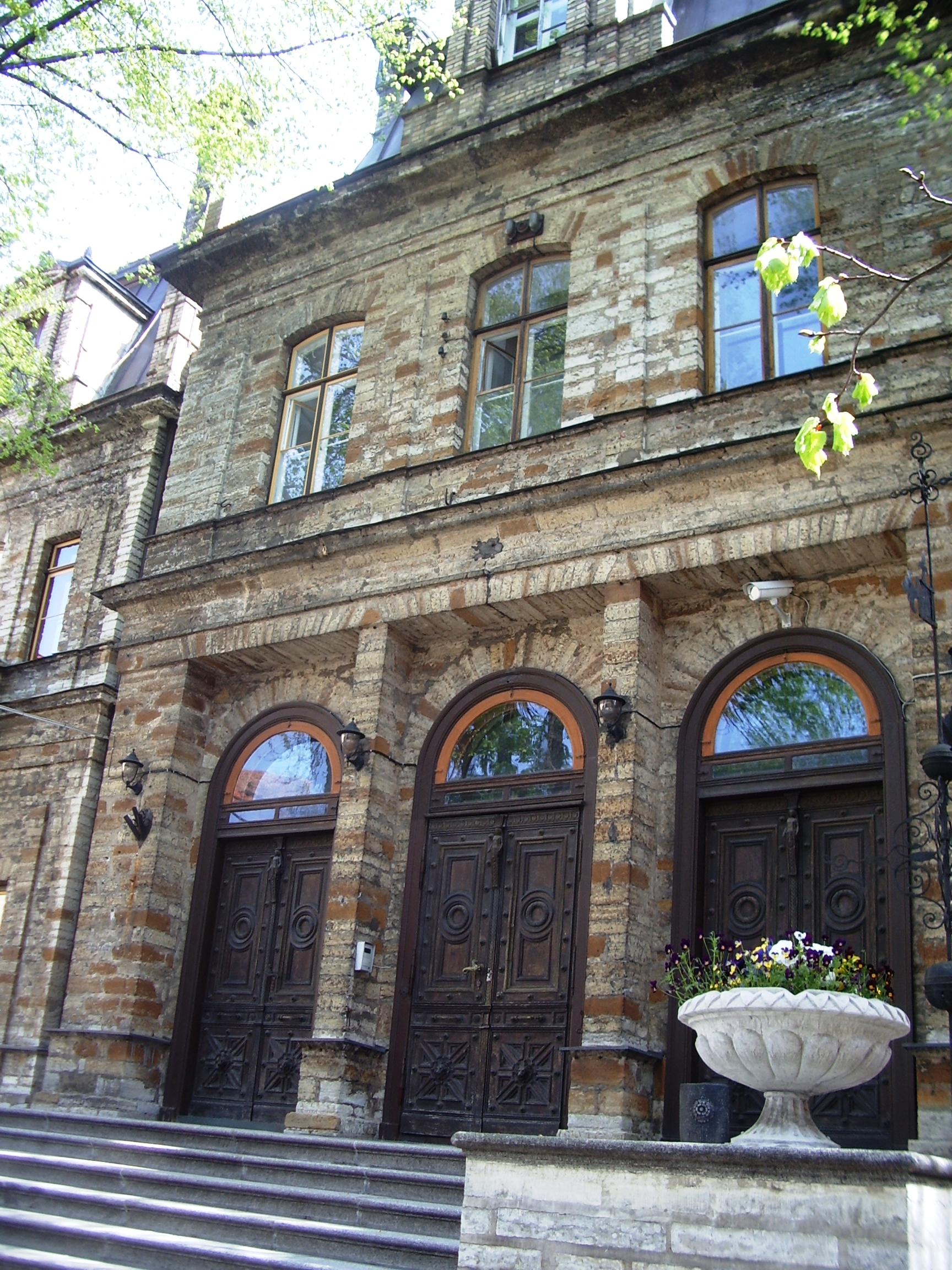
Palau Ungern-Sternberg a Toompea, actualment l'edifici principal de l'Acadèmia de Ciències d'Estònia (carrer Kohtu 6, construït entre 1865 i 1868 pel arquitecte Martin Gropius)

La seu de l'Acadèmia es troba a Tallinn, al carrer Kohtu, en un edifici projectat per l'arquitecte Martin Gropius el 1865.

## Divisions
L'Acadèmia té quatre divisions
- Divisió d'Astronomia i Física (estonià: Astronoomia ja füüsika osakond)
- Divisió d'Informàtica i Enginyeria (estonià: Informaatika ja tehnikateaduste osakond)
- Divisió de Biologia, Geologia i Química (estonià: Bioloogia, geoloogia ja keemia osakond)
- Divisió d'Humanitats i Ciències Socials (estonià: Humanitaar- ja sotsiaalteaduste osakond)

## Premis
El premi més prestigiós de l'Acadèmia és la Medalla de l'Acadèmia de Ciències d'Estònia. Aquesta es concedeix "per serveis destacats en el desenvolupament de la ciència estoniana o per ajudar a impulsar-ne el desenvolupament, així com per serveis en el compliment de les tasques de l'Acadèmia de Ciències d'Estònia."

## Organitzacions associades
Diverses organitzacions estan associades a l'Acadèmia. Aquestes institucions o societats tenen activitats i objectius que s'ajusten als objectius de l'acadèmia. Inclouen:
- Societat de Naturalistes d'Estònia
- Societat Geogràfica d'Estònia
- Societat d'Estudis Regionals d'Estònia
- Societat de la Llengua Materna Estoniana
- Unió Estoniana d'Història i Filosofia de la Ciència
- Societat Erudita Estoniana a Suècia
- Societat Literària Estoniana
- Societat Erudita Estoniana
- Societat Musicològica Estoniana
- Societat de Física Estoniana
- Associació d'Enginyers d'Estònia
- Societat Bioquímica Estoniana
- Associació de Semiótica Estoniana
- Societat Química Estoniana
- Societat Estoniana de Genètica Humana
- Societat Estoniana d'Economia
- Societat Estoniana per a l'Estudi de les Religions

La premsa també és membre de l'Associació de Premses Universitàries Europees.